# Tanais loricatus
Tanais loricatus är en kräftdjursart som beskrevs av Charles Spence Bate 1864. Tanais loricatus ingår i släktet Tanais och familjen Tanaidae. Inga underarter finns listade i Catalogue of Life.